# Copa del Sol
Copa del Sol (ісп. Кубок Сонця) — міжнародний товариський футбольний турнір серед скандинавських команд, який проходив в Іспанії. Турнір проводили під час зимової паузи в скандинавських чемпіонатах, він давав змогу підготувати команди до продовження сезону. Організатори турніру: шведська IEC in Sports (входить до Lagardère Group) та норвезька Norsk Toppfotball.
У турнірі також брали участь команди з України, Росії, Словенії та Румунії.

## Регламент
- Проходить за олімпійською схемою.
- У турнірі беруть участь 16 команд.
- Тривалість матчу становить 90 хвилин. Якщо основний час матчу закінчується внічию, проводиться серія пенальті.
- Гравець, який отримав дві жовтих картки у двох різних матчах, пропускає наступну гру. Гравець, який отримав дві жовтих або одну червону картку в одному матчі, вилучається з поля і пропускає наступну гру.
- Дисциплінарний комітет може накласти на гравця додаткові санкції.

## Призовий фонд
Призовий фонд турніру становить 2 млн. шведських крон (200 000 євро):
1 місце – 600 000 крон;
2 місце – 400 000 крон;
3 місце – 250 000 крон;
4 місце – 200 000 крон;
5 місце – 170 000 крон;
6 місце – 150 000 крон;
7 місце – 130 000 крон;
8 місце – 100 000 крон.

## Переможці Copa del Sol
- 2010 —  «Шахтар» (Донецьк, Україна),  ЦСКА (Москва, Росія)
- 2011 —  «Карпати» (Львів, Україна)
- 2012 —  «Спартак» (Москва, Росія)
- 2013 —  «Шахтар» (Донецьк, Україна)

## Телевізійні трансляції
- Данія — Canal 9
- Норвегія — TV 2 Sport
- Росія — НТВ Плюс
- Україна — Футбол
- Швеція — TV4 Sport